# Magyar–török háború (1432)

Török-havasalföldi hadak portyázása a Szörényi bánságba és Erdélybe 1432-ben
A havasalföldi vajda, II. Vlad Dracul 1432-ben török portyázókkal szövetkezve, két helyen is betört Magyarország területére. Az egyik török csoport Ali bég vezetése alatt, havasalföldi csapatokkal megerősítve, egyenesen Erdélybe tört be, feldúlta a Barcaságot, majd a székelyek és szászok földjét, majd Brassót és Nagyszebent ostrom alá vették. A lakosság az erőddé alakított templomokban keresett menedéket. A nemesi hadaknak csak nagy nehezen sikerült a portyázókat újból a határon túl visszaűzni, miközben Ali bég is súlyos veszteségeket szenvedett.
A szászok ezek után még jobban megerősítették templomaikat és azokat körfallal látták el. A határ Brassótól Hátszegig terjedő részére 2000 őrt állítottak fel s azonkívül Havasalföldön állandó kémszolgálatot tartottak fenn.
Ezzel egyidejűleg egy másik sereg Vlad vezetése alatt Szörény vidékére tört be s miután Szörény várát Redwitz Miklóstól elfoglalta, a német lovagokat mind felkoncolta s így végkép elpusztította a letelepített német lovagokat. 
A törökök 1432. évi betörése Szerbiába.
II. Murád szultán 1432-ben Isa béget küldte el, és bár adót fizetett Brankovics, Isa bég mégis betört rabolni, de végül Brankovics hadai kiűzték őket. Erre a feldühödött szultán még nagyobb sereg élén újból elküldte Isa béget Szerbia elfoglalására, aki hamarosan elfoglalta Krusevác, aztán Sreberniket ostrom alá fogta. Brankovics végül a lányát felajánlotta Murádnak. A szultán elfogadta az ajánlatot és még azt is megengedte Brankovicsnak, hogy a magyarok elleni védekezés céljából Szendrő várát felépítse.